# Concilio di Tiro (335)
Il concilio di Tiro fu convocato da Costantino I nel 335 a Tiro per giudicare il caso di Atanasio di Alessandria, sostenitore delle conclusioni del concilio di Nicea del 325 e quindi avversario degli Ariani.

## Storia
Nel 328 Atanasio era stato nominato Vescovo di Alessandria, dove Ario era presbitero. La situazione fu complicata dal fatto che Atanasio non aveva ancora compiuto 30 anni, l'età minima per diventare vescovo. Il partito ariano lo accusò, tra le altre cose, di condotta immorale, di tassazione illegale del popolo egiziano, di dare aiuto a ribelli, dell'assassinio di un vescovo e dell'uso di arti magiche.
Il concilio fu presieduto da Flaccillo di Antiochia e vi parteciparono numerosi vescovi. Incerto è il loro numero esatto; con Atanasio vennero dall'Egitto 48 vescovi, alcuni dei quali erano meleziani riconciliatisi con lui; Sozomene riferisce di altri 60 vescovi venuti dalle altre parti dell'Impero; tra questi si possono ricordare Eusebio di Cesarea, Eusebio di Nicomedia, Teognide di Nicea, Narciso di Neroniade, Patrofilo di Scitopoli, Valente di Mursa, Ursacio di Singiduno, Macedonio di Mopsuestia, Teodoro di Eraclea, Marcello di Ancira, Alessandro di Tessalonica, Giorgio di Laodicea e Maris di Calcedonia.
Il concilio condannò Atanasio, che si recò direttamente a Costantinopoli dall'Imperatore, che però lo esonerò personalmente e lo esiliò a Treviri; i vescovi del concilio convinsero Costantino a esiliare Marcello di Ancira, un altro forte anti-ariano: questo concilio fu dunque una vittoria del partito ariano. Atanasio tornerà dall'esilio solo dopo la morte di Costantino.

### Fonti antiche
- Socrate Scolastico, Storia ecclesiastica
- Sozomene, Storia ecclesiastica